# Оксид кобальту(II,III)
Окси́д ко́бальту(II,III) — неорганічна сполука складу Co3O4. Являє собою чорні октаедричні кристали, які є парамагнітними. Оксид проявляє слабкі амфотерні властивості.
Co3O4 застосовується у виготовленні кольорового скла, що не пропускає ультрафіолетове випромінювання, також використовується як каталізатор деяких реакцій розкладання.

## Фізичні властивості
Оксид Co3O4 формується у вигляді чорних октаедричних кристалів, які проявляють парамагнітні властивості. Речовина має кристалічну структуру типу шпінелі.
Оксид може поглинати вологу, утворюючи кристалогідрати Co3O4·xH2O (x = 3, 6, 7).

## Отримання
Оксид кобальту(II,III) можна синтезувати окисненням на повітрі порошку кобальту, оксиду CoO, гідроксиду Co(OH)2, а також прокалюванням гідрату оксиду Co2O3·H2O, нітрату Co(NO3)2, Co(OH)2. Дані реакції схожі на методи отримання CoO, але проводяться за вищих температур для додаткового окиснення сполуки і переводу її у Co3O4.
{\displaystyle \mathrm {3Co+2O_{2}{\xrightarrow {500^{o}C}}CoO\cdot Co_{2}O_{3}} }
{\displaystyle \mathrm {6CoO+O_{2}{\xrightarrow {390-700^{o}C}}2Co_{3}O_{4}} }
{\displaystyle \mathrm {6Co(OH)_{2}+O_{2}{\xrightarrow {>100^{o}C}}2Co_{3}O_{4}+6H_{2}O} }
{\displaystyle \mathrm {6Co_{2}O_{3}\cdot H_{2}O{\xrightarrow {600^{o}C}}4Co_{3}O_{4}+O_{2}+6H_{2}O} }
{\displaystyle \mathrm {6CoCO_{3}+O_{2}{\xrightarrow {450^{o}C}}2Co_{3}O_{4}+6CO_{2}} }
{\displaystyle \mathrm {3Co(NO_{3})_{2}{\xrightarrow {600-650^{o}C}}Co_{3}O_{4}+6NO_{2}+O_{2}} }

## Хімічні властивості
При нагріванні понад 900 °C оксид кобальту(II,III) розкладається з утворенням CoO:
{\displaystyle \mathrm {2Co_{3}O_{4}{\xrightarrow {>900^{o}C}}6CoO+O_{2}} }
Co3O4 не розчиняється у воді; проявляє слабкі амфотерні властивості: взаємодіє із концентрованими кислотами та, при спіканні, із лугами:
{\displaystyle \mathrm {Co_{3}O_{4}+8HCl{\xrightarrow {}}3CoCl_{2}+Cl_{2}+4H_{2}O} }
{\displaystyle \mathrm {2Co_{3}O_{4}+6H_{2}SO_{4}{\xrightarrow {}}6CoSO_{4}+O_{2}+6H_{2}O} }
{\displaystyle \mathrm {4Co_{3}O_{4}+12NaOH{\xrightarrow {400^{o}C}}12NaCoO_{2}+6H_{2}O} } (сполука червоного кольору)
При високих температурах взаємодіє з оксидами інших металів:
{\displaystyle \mathrm {4Co_{3}O_{4}+6ZnO+O_{2}{\xrightarrow {800^{o}C}}6[Co_{2}^{III}Zn]O_{4}} }
Відновлюється до чистого кобальту при дії водню, коксу, оксиду вуглецю, алюмінію:
{\displaystyle \mathrm {Co_{3}O_{4}+4H_{2}{\xrightarrow {120-500^{o}C}}3Co+4H_{2}O} }
{\displaystyle \mathrm {Co_{3}O_{4}+4C{\xrightarrow {t}}3Co+4CO} }
{\displaystyle \mathrm {3Co_{3}O_{4}+8Al{\xrightarrow {t}}9Co+4Al_{2}O_{3}} }

## Застосування
Оксид кобальту(II,III) застосовується у виготовленні кольорового скла, яке поглинає ультрафіолетове випромінювання, а також як каталізатор реакцій: термічного розкладання KClO3, KMnO4, окиснення NH3, а також синтезу HCN з метану, амоніаку, азоту.